# شتربتسه
شتربتسه هي إحدى مدن كوسوفو. يبلغ عدد سكانها 6,906 نسمة بحسب إحصائيات سنة 2014. يبلغ ارتفاع المدينة عن سطح البحر قرابة 974 متر. تبلغ مساحتها 247.36 كم².

## وصلات خارجية
- الموقع%20الرسمي